# Сент-Онорин-де-Перт
Сент-Онори́н-де-Перт, Сент-Онорін-де-Перт (фр. Sainte-Honorine-des-Pertes) — колишній муніципалітет у Франції, у регіоні Нормандія, департамент Кальвадос. Населення — 577 осіб (2011).
Муніципалітет був розташований на відстані близько 240 км на захід від Парижа, 37 км на північний захід від Кана.

## Історія
До 2015 року муніципалітет перебував у складі регіону Нижня Нормандія. Від 1 січня 2016 року належав до нового об'єднаного регіону Нормандія.
1 січня 2017 року Сент-Онорин-де-Перт і Рюссі було об'єднано в новий муніципалітет Ор-сюр-Мер.

## Демографія
Динаміка населення (INSEE ):
Розподіл населення за віком та статтю (2006):
| Стать | Всього | До 15 років | 15-24 | 25-44 | 45-64 | 65-85 | Понад 85 |
| --- | ------ | ----------- | ----- | ----- | ----- | ----- | -------- |
| Чоловіки | 276    | 58          | 30    | 69    | 81    | 34    | 4        |
| Жінки | 286    | 50          | 42    | 100   | 58    | 36    | 0        |
| \| Статево-вікова піраміда \| Статево-вікова піраміда \| Статево-вікова піраміда \| \| ----------------------- \| ----------------------- \| ----------------------- \| \| Чоловіки \| Вік \| Жінки \| \| 4 \| 85 + \| 0 \| \| 0 \| 80-84 \| 8 \| \| 4 \| 75-79 \| 12 \| \| 15 \| 70-74 \| 12 \| \| 15 \| 65-69 \| 4 \| \| 8 \| 60-64 \| 12 \| \| 19 \| 55-59 \| 23 \| \| 27 \| 50-54 \| 19 \| \| 27 \| 45-49 \| 4 \| \| 15 \| 40-44 \| 39 \| \| 19 \| 35-39 \| 19 \| \| 12 \| 30-34 \| 19 \| \| 23 \| 25-29 \| 23 \| \| 15 \| 20-24 \| 23 \| \| 15 \| 15-20 \| 19 \| \| 12 \| 10-14 \| 15 \| \| 23 \| 5-9 \| 12 \| \| 23 \| 0-4 \| 23 \| |        |             |       |       |       |       |          |
| Статево-вікова піраміда |        |             |       |       |       |       |          |
| Чоловіки | Вік    | Жінки       |       |       |       |       |          |
| 4 | 85 +   | 0           |       |       |       |       |          |
| 0 | 80-84  | 8           |       |       |       |       |          |
| 4 | 75-79  | 12          |       |       |       |       |          |
| 15 | 70-74  | 12          |       |       |       |       |          |
| 15 | 65-69  | 4           |       |       |       |       |          |
| 8 | 60-64  | 12          |       |       |       |       |          |
| 19 | 55-59  | 23          |       |       |       |       |          |
| 27 | 50-54  | 19          |       |       |       |       |          |
| 27 | 45-49  | 4           |       |       |       |       |          |
| 15 | 40-44  | 39          |       |       |       |       |          |
| 19 | 35-39  | 19          |       |       |       |       |          |
| 12 | 30-34  | 19          |       |       |       |       |          |
| 23 | 25-29  | 23          |       |       |       |       |          |
| 15 | 20-24  | 23          |       |       |       |       |          |
| 15 | 15-20  | 19          |       |       |       |       |          |
| 12 | 10-14  | 15          |       |       |       |       |          |
| 23 | 5-9    | 12          |       |       |       |       |          |
| 23 | 0-4    | 23          |       |       |       |       |          |

## Економіка
2010 року серед 380 осіб працездатного віку (15—64 років) 271 була активною, 109 — неактивними (показник активності 71,3%, у 1999 році було 67,3%). З 271 активної мешканців працювало 249 осіб (135 чоловіків та 114 жінок), безробітними було 22 (10 чоловіків та 12 жінок). Серед 109 неактивних 27 осіб було учнями чи студентами, 53 — пенсіонерами, 29 були неактивними з інших причин.

У 2010 році в муніципалітеті числилось 217 оподаткованих домогосподарств, у яких проживали 558,5 особи, медіана доходів виносила 17 111 євро на одного особоспоживача